# Jason Livermore
Jason Livermore (ur. 25 kwietnia 1988) – jamajski lekkoatleta specjalizujący się w biegach sprinterskich.
Srebrny i brązowy medalista mistrzostw Ameryki Środkowej i Karaibów (2013). W 2014 zdobył złoto w sztafecie 4 × 200 metrów podczas IAAF World Relays oraz startował na igrzyskach Wspólnoty Narodów, podczas których sięgnął po złoto w sztafecie 4 × 100 metrów i stanął na najniższym stopniu podium na dystansie 200 metrów. Złoty medalista mistrzostw NACAC w biegu rozstawnym 4 × 100 metrów (2015). Medalista mistrzostw Jamajki.

## Osiągnięcia
| Rok  | Impreza                                  | Miejsce        | Konkurencja             | Lokata     | Wynik           |
| ---- | ---------------------------------------- | -------------- | ----------------------- | ---------- | --------------- |
| 2007 | Igrzyska panamerykańskie                 | Rio de Janeiro | bieg na 100 metrów      | eliminacje | 10,86           |
| 2010 | Młodzieżowe mistrzostwa NACAC            | Miramar        | sztafeta 4 × 400 metrów | 4. miejsce | 3:10,71         |
| 2011 | Igrzyska panamerykańskie                 | Guadalajara    | bieg na 200 metrów      | półfinał   | 20,76           |
| 2013 | Mistrzostwa Ameryki Środkowej i Karaibów | Morelia        | bieg na 200 metrów      | 3. miejsce | 20,29           |
| 2013 | Mistrzostwa Ameryki Środkowej i Karaibów | Morelia        | sztafeta 4 × 100 metrów | 2. miejsce | 38,86           |
| 2013 | Mistrzostwa świata                       | Moskwa         | bieg na 200 metrów      | półfinał   | 20,46           |
| 2014 | IAAF World Relays                        | Nassau         | sztafeta 4 × 200 metrów | 1. miejsce | 1:18,63 (elim.) |
| 2014 | Igrzyska Wspólnoty Narodów               | Glasgow        | bieg na 100 metrów      | 6. miejsce | 10,18           |
| 2014 | Igrzyska Wspólnoty Narodów               | Glasgow        | bieg na 200 metrów      | 3. miejsce | 20,32           |
| 2014 | Igrzyska Wspólnoty Narodów               | Glasgow        | sztafeta 4 × 100 metrów | 1. miejsce | 37,58           |
| 2015 | IAAF World Relays                        | Nassau         | sztafeta 4 x 200 m      | 1. miejsce | 1:20,97         |
| 2015 | Igrzyska panamerykańskie                 | Toronto        | bieg na 100 metrów      | 7. miejsce | 10,17           |
| 2015 | Igrzyska panamerykańskie                 | Toronto        | bieg na 200 metrów      | eliminacje | 21,02           |
| 2015 | Mistrzostwa NACAC                        | San José       | bieg na 100 metrów      | 4. miejsce | 10,13           |
| 2015 | Mistrzostwa NACAC                        | San José       | sztafeta 4 × 100 metrów | 1. miejsce | 38,07           |
| 2015 | Mistrzostwa NACAC                        | San José       | sztafeta 4 × 400 metrów | 5. miejsce | 3:06,79         |

## Rekordy życiowe
- Bieg na 100 metrów – 10,03 (2016)
- Bieg na 200 metrów – 20,13 (2013)